# مقاطعة هوكنغ (أوهايو)
مقاطعة هاقنغ (بالإنجليزية: Hocking County)‏ هي إحدى مقاطعات ولاية أوهايو في الولايات المتحدة الأمريكية.

## أعلام
- هاري أرمسترونغ